# أرزني
40°17′47″N 44°35′45″E / 40.29639°N 44.59583°E

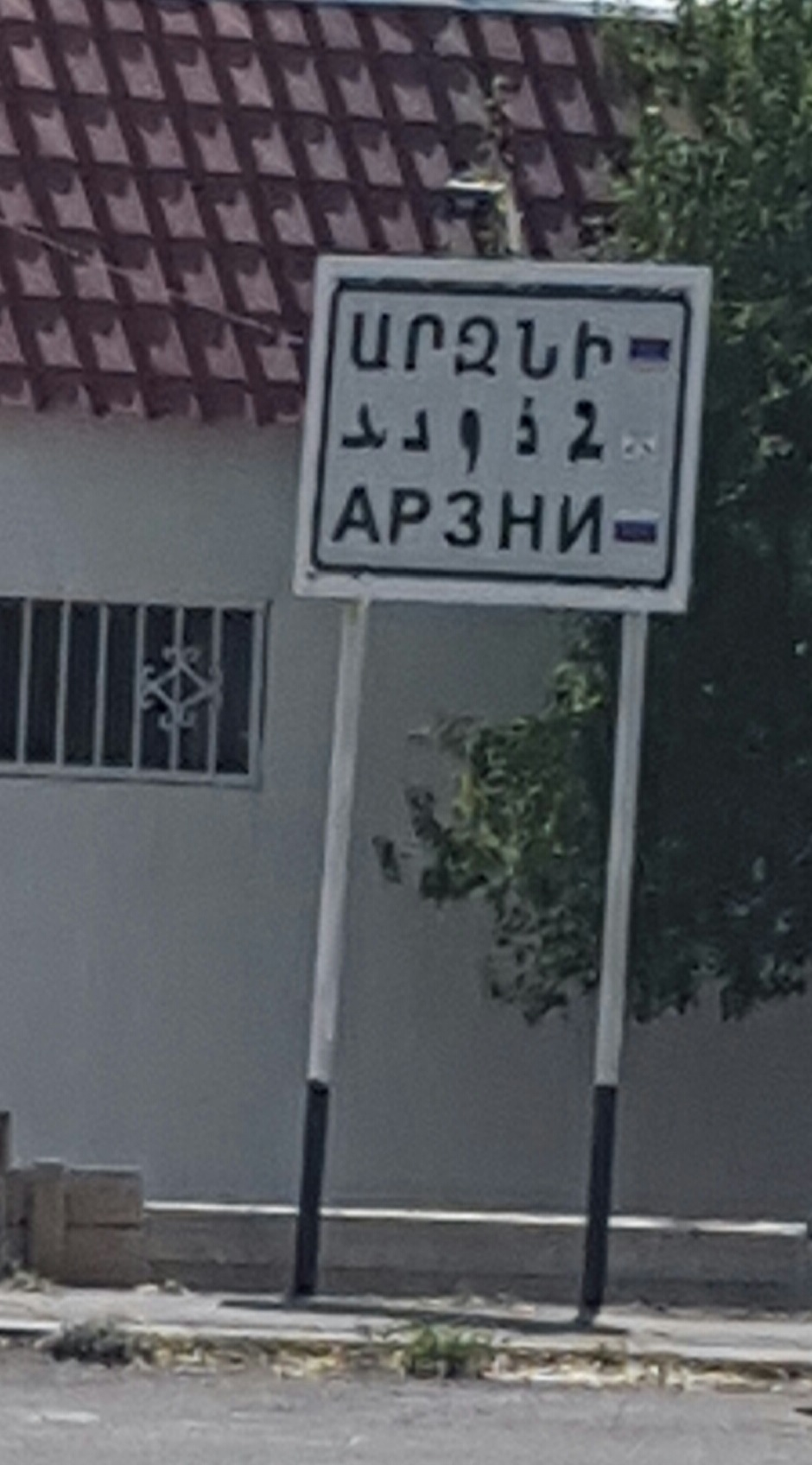
لوحة عند مدخل المدينة مكتوب عليها "أرزني" بالأرمنية والآشورية الآرامية الجديدة والروسية.

أرزني، هي قرية سياحية في محافظة كوتايك في أرمينيا تقع في وادي هرازدان. تأسست القرية الحديثة على موقع قرية أرمينية قديمة تسمى أرزني وذكرها موفسيس خوريناتسي خلال القرن التاسع عشر من قبل المسيحيين الآشوريين الذين هاجروا إلى أرمينيا الشرقية من إيران. القرية يسكنها في الغالب الآشوريون.

## معرض الصور

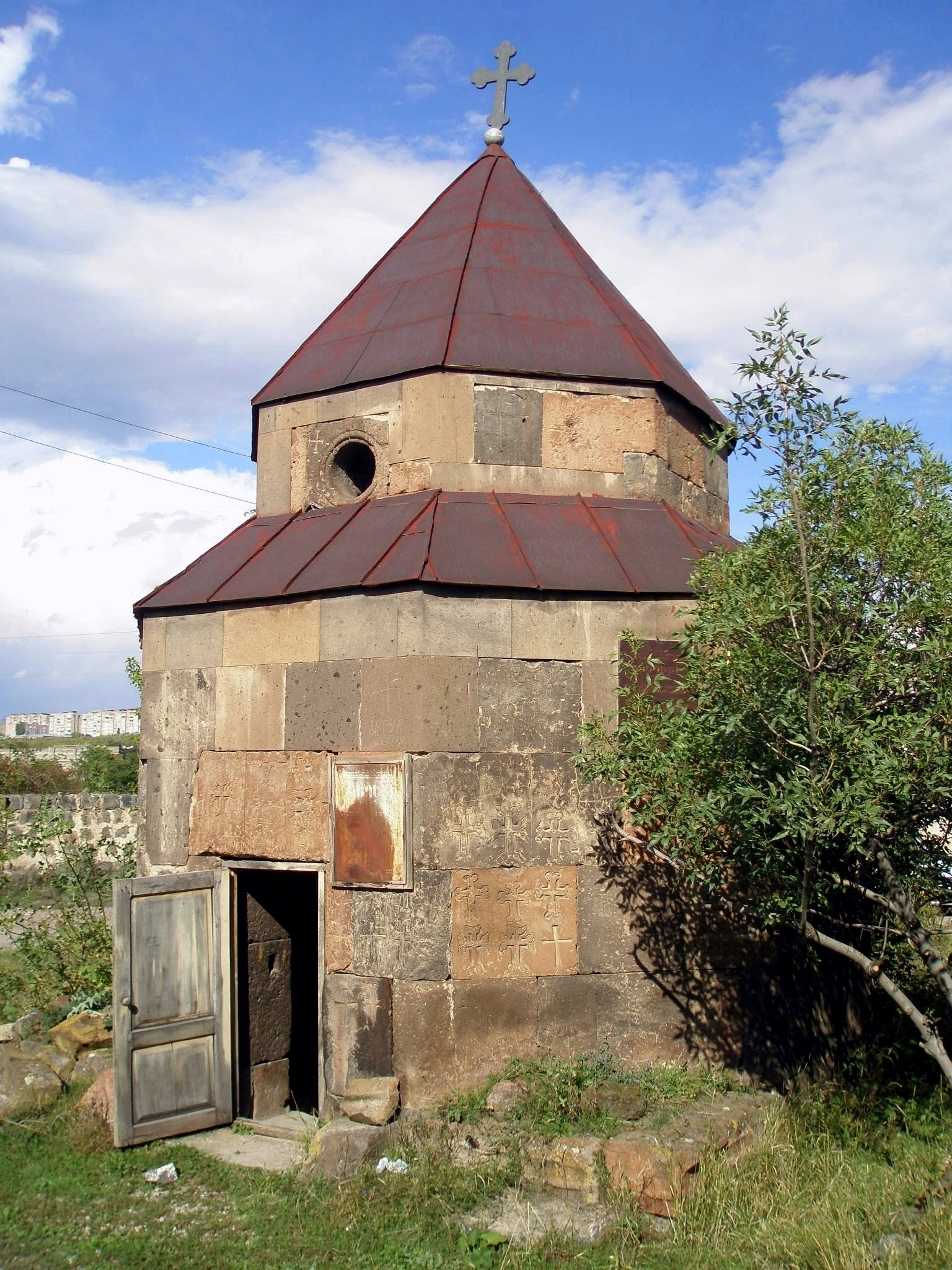
كنيسة سانت كيراكي، القرن السادس